# 格蘭奇堡 (阿拉巴馬州)
格蘭奇堡（英語：Grangeburg）是一個位於美國阿拉巴馬州休斯敦縣的非建制地區。該地的面積和人口皆未知。

## 地理
格蘭奇堡的座標為31°00′29″N 85°12′42″W / 31.00805°N 85.21166°W，而該地的平均海拔高度為57米（即190英尺）。